# مرد کوچک (فیلم)
مرد کوچک (به انگلیسی: Little Man) یا لیتل من (به معنای مرد کوچولو) یک فیلم کمدی آمریکایی است که در سال ۲۰۰۶ میلادی ساخته شد، هنرمندان اصلی این فیلم مارلون وینز، شان وینز و کری واشینگتن هستند، نسخهٔ دی‌وی‌دی این فیلم در ۷ نوامبر ۲۰۰۷ میلادی عرضه شد.

## داستان
داستان مربوط به مرد جنایتکار (کالوین) قد کوتاه و کوچکی است که از زندان تازه آزاد شده‌است و قصد دارد الماسی گرانبها را بدزدد، او موفق به این کار می‌شود اما تحت شرایط سخت و تحت تقیب پلیس است و مجبور می‌شود آن را در کیف زنی به نام ونسا که با همسرش داریل زندگی خوبی دارد بگذارد، او پس از این درصدد بازگیری الماس می‌آید، با توجه به اینکه کالوین قد کوتاه و هیکل کوچکی دارد خود را به جای نوزادی جا می‌زند و به خانه‌شان وارد می‌شود، جریاناتی اتفاق می‌افتد که همگی مایهٔ خنده هستند، پس از این وقایع زوج متوجه این جریان میشوند و کالوین بهترین سالهای زندگی‌اش را در این دوره گذرانده بود پشیمان می‌شود و الماس را به پلیس تحویل می‌دهد و داریل و ونسا او را می‌بخشند و با خانوادهٔ جدید خود در چهارچوب قانون زندگی می‌کند، علاوه بر این جایزهٔ ۱۰۰ هزار دلاری برای الماس دریافت کردند و به زندگی خوش خود ادامه می‌دهند.

## شخصیت‌ها
| نام بازیگر     | در نقش                        |
| -------------- | ----------------------------- |
| مارلون وینز    | کالوین (مرد کوچک)             |
| شان وینز       | داریل                         |
| کری واشینگتن   | ونسا                          |
| تریسی مورگان   | پدر ونسا / پرسی (دوست کالوین) |
| جان ویثرسپون   | پاپس                          |
| فرد استولر     | ریچارد                        |
| چاز پالمینتری  | واکن                          |
| لاکلین مونرو   | گرک                           |
| بریتنی دنیل    | بریتنی                        |
| الکس بورستن    | جانت                          |
| دیوید الن گریر | جیمی                          |
| دیو شریدن      | روسو                          |
| لیندن پورکو    | بدن کالوین                    |
| مالی شنون      |                               |
| راب اشنایدر    | دی رکس                        |